# Andrés Guschmer
Marcelo Andrés Guschmer Tamariz (Guayaquil, 13 de agosto de 1978) es un periodista deportivo, presentador de televisión,  empresario y político ecuatoriano. Es ex ministro del Deporte, desde noviembre de 2023 hasta septiembre de 2024, en el gobierno de Daniel Noboa.
Guschmer es presentador de los programas deportivos Debate fútbol Ecuador y Central deportivo. Inició en la vida política, como concejal de Guayaquil (2019-2022), y luego como candidato a la prefectura de la provincia del Guayas.

## Biografía
Nació el 13 de agosto de 1978 en la ciudad ecuatoriana de Guayaquil. Hijo de Marcelo Guschmer Boris y María Tamariz Crespo.
En 2002, tras realizar estudios en la Universidad Casa Grande, obtuvo la licenciatura en Comunicación Social, con especialización en Comunicación Organizacional y Relaciones Públicas. Al año siguiente, obtuvo el título de tecnólogo en la misma carrera, en esa misma casa de estudios.
El 24 de junio de 2017, nació su cuarta hija, Victoria Guschmer Arosemena. El 2 de junio de 2018, contrajo matrimonio con Valeria Arosemena, en la playa de Santa Elena. El 22 de marzo de 2023, nació su quinta hija, de nombre Sienna.

### Trayectoria profesional
En el colegio Cristóbal Colón, fue director general de deportes del comité olímpico, encargado de los campeonatos deportivos de la institución. 
Empezó su carrera en 1998, cuando entró a TC Televisión justo antes del inicio de la Copa Mundial de Fútbol de 1998. Durante su paso por el canal, trabajó en el archivo, luego pasó a promociones y en el año 1999 llegó a ser asistente de producción del programa diario llamado Deportivo conducido por Diego Arcos, Laura Suárez y Pablo Aníbal Vela, el Rey de la Cantera. En octubre del año 2000, entró a trabajar en el canal de noticias Cabledeportes, mientras escribía columnas y artículos de opinión en la revista Estadio.
Desde 2000 comenzó su trabajo en radio y televisión, pero su debut en televisión abierta fue en 2002 luego de su proyecto deportivo Sueños de fútbol, producción independiente elaborada junto a su amigo Gonzalo Mejía. Como periodista deportivo en sus inicios pasó por Radio SuperK 800 y Cabledeportes. Estuvo seis años en Canal Uno, destacándose como presentador de los programas De campeonato, Fútbol uno, Equipo uno y el programa de telerrealidad Camino a la gloria. Entre 2007 y 2014, trabajó en Teleamazonas como presentador del programa Deporte total, noticiero 24 horas, Más fútbol y El análisis. 
Fue conductor del programa Eufóricos en Radio City desde el año 2003, primero junto a Carolina Sandoval y ya en 2007 junto a Agustín Febres-Cordero, Clara María Reyes y Antonio Ubilla. En Claro Sports fue comentarista deportivo del campeonato ecuatoriano de fútbol, desde julio de 2013 hasta diciembre de 2016.
En Ecuador TV fue presentador de los programas El equipo, Abrazo de gol y Fanático desde mayo de 2014 hasta diciembre de 2018. En Radio Caravana condujo el programa Nada personal desde octubre de 2014. 
En 2017 regresó a la cadena Directv Sports, como conductor de los espacios Debate fútbol Ecuador y Central deportivo. Fue director de Revista Ecuagol en su fundación en marzo de 2006. 
Desde agosto de 2021, formó parte del programa Esto es fútbol del canal Marca90 transmitido de lunes a viernes en YouTube. Fue presentador del programa de entrevistas El buscador en red de Teleamazonas.

## Vida política
Debutó en la política como candidato a concejal de Guayaquil, por la alianza entre el Partido Social Cristiano (PSC) y el Movimiento Cívico Madera de Guerrero, siendo electo. Ejerció la concejalía sin renunciar a sus labores periodísticas, por lo que tuvo un gran ausentismo durante su periodo como edil municipal. En septiembre de 2022, abandonó el PSC y renunció a la concejalía, para ser candidato a la prefectura del Guayas en las elecciones de 2023. En dichos comicios, Guschmer obtuvo el tercer puesto, con el 11,44 % de votos.

### Ministro de Estado
El 23 de noviembre de 2023, con el inicio del gobierno de Daniel Noboa, Andrés Guschmer fue nombrado y posesionado como ministro del Deporte del Ecuador. Durante las primeras semanas de su gestión, se ausentó temporalmente por motivos personales, lo que generó cuestionamientos por parte del exministro José Francisco Cevallos, quien expresó su desacuerdo en un programa radial.
En el transcurso de su gestión, anunció el pago total de los estímulos económicos a los deportistas de alto rendimiento correspondientes al año 2023. Se destinaron más de 6 millones de dólares para beneficiar a 246 atletas, con un desembolso final de USD 305.137,50 coordinado junto al Ministerio de Finanzas. Guschmer realizó visitas a las 24 provincias del país con el objetivo de evaluar la infraestructura deportiva y promover alianzas institucionales. Durante este periodo se implementaron los programas “Actívate” y “Vamos a la Cancha”, y se establecieron cooperaciones con organismos internacionales como la ONU, FUDELA y ACNUR. También se promovieron becas para deportistas. Además, a través de la Unidad Técnica del Deporte (UNIT) se canalizó inversión privada y se destinaron USD 2,4 millones a los Juegos Nacionales, con más de 8.000 deportistas beneficiados. En total, se asignaron USD 40 millones al desarrollo del deporte recreativo y competitivo.
En febrero de 2024, la emisora Radio Pichincha difundió un documento que señalaba un presunto impedimento legal de Guschmer para ejercer cargos públicos.Posteriormente, diversas fuentes oficiales indicaron que no existía tal impedimento, y el propio ministro presentó documentos aclaratorios a través de redes sociales, atribuyendo el hecho a un error en la plataforma del Ministerio del Trabajo. Ese mismo mes, circuló un certificado que mencionaba una supuesta deuda con el IESS, lo cual fue desmentido por el propio sistema del Instituto al día siguiente. También se formularon observaciones respecto a su participación accionaria en empresas relacionadas con Teleamazonas, canal que mantiene contratos de concesión con el Estado. Aunque la ley ecuatoriana no considera la comunicación como un servicio público, algunos sectores compararon el caso con el del exfuncionario Sebastián Corral. En respuesta, Guschmer solicitó voluntariamente a la Contraloría General del Estado la realización de un examen especial a su nombramiento y a sus declaraciones juramentadas, afirmando que no tenía nada que ocultar.

### Asambleísta Nacional
El 31 de agosto, Guschmer renunció a su cargo como ministro de Deporte para candidatizarse posteriormente a la Asamblea Nacional junto al movimiento político Acción Democrática Nacional. Tras las elecciones de 2025, Guschmer obtuvo un curul en la Asamblea Nacional, en representación del distrito 2 de la provincia del Guayas.

## Distinciones
- Premio ITV al mejor reportero deportivo, año 2004;
- Premio ITV al mejor periodista deportivo, años 2005, 2006, 2008, 2009, 2011, 2012, 2013 y 2018.[32]